# Phường 18
Phường 18 là một phường cũ thuộc Quận 4, Thành phố Hồ Chí Minh, Việt Nam.
Phường 18 có diện tích 0,70 km², dân số năm 2021 là 9.911 người,  mật độ dân số đạt 14.158 người/km².

## Hình ảnh

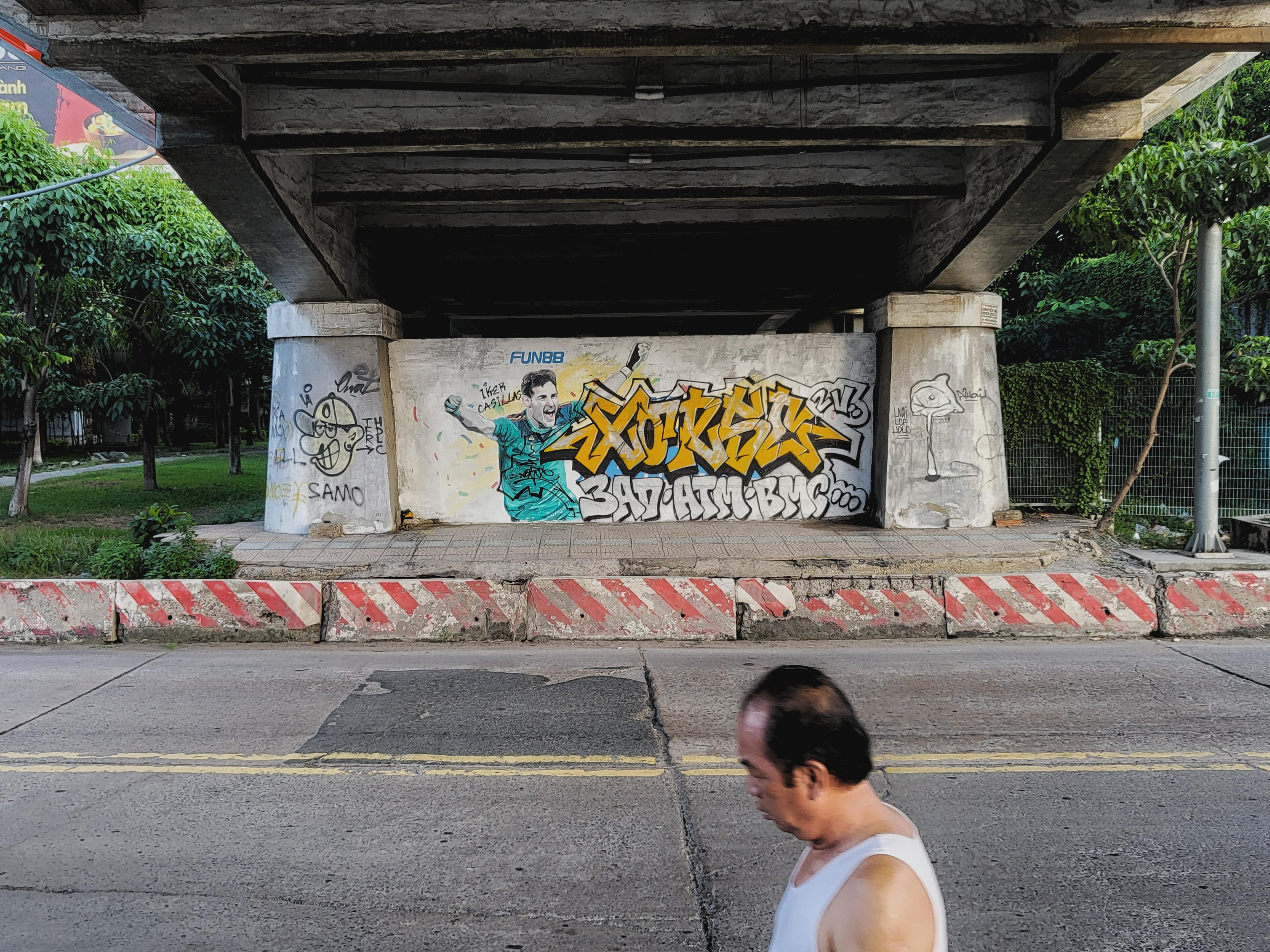
Bên dưới cầu Tân Thuận đoạn đi qua Phường 18, Quận 4.
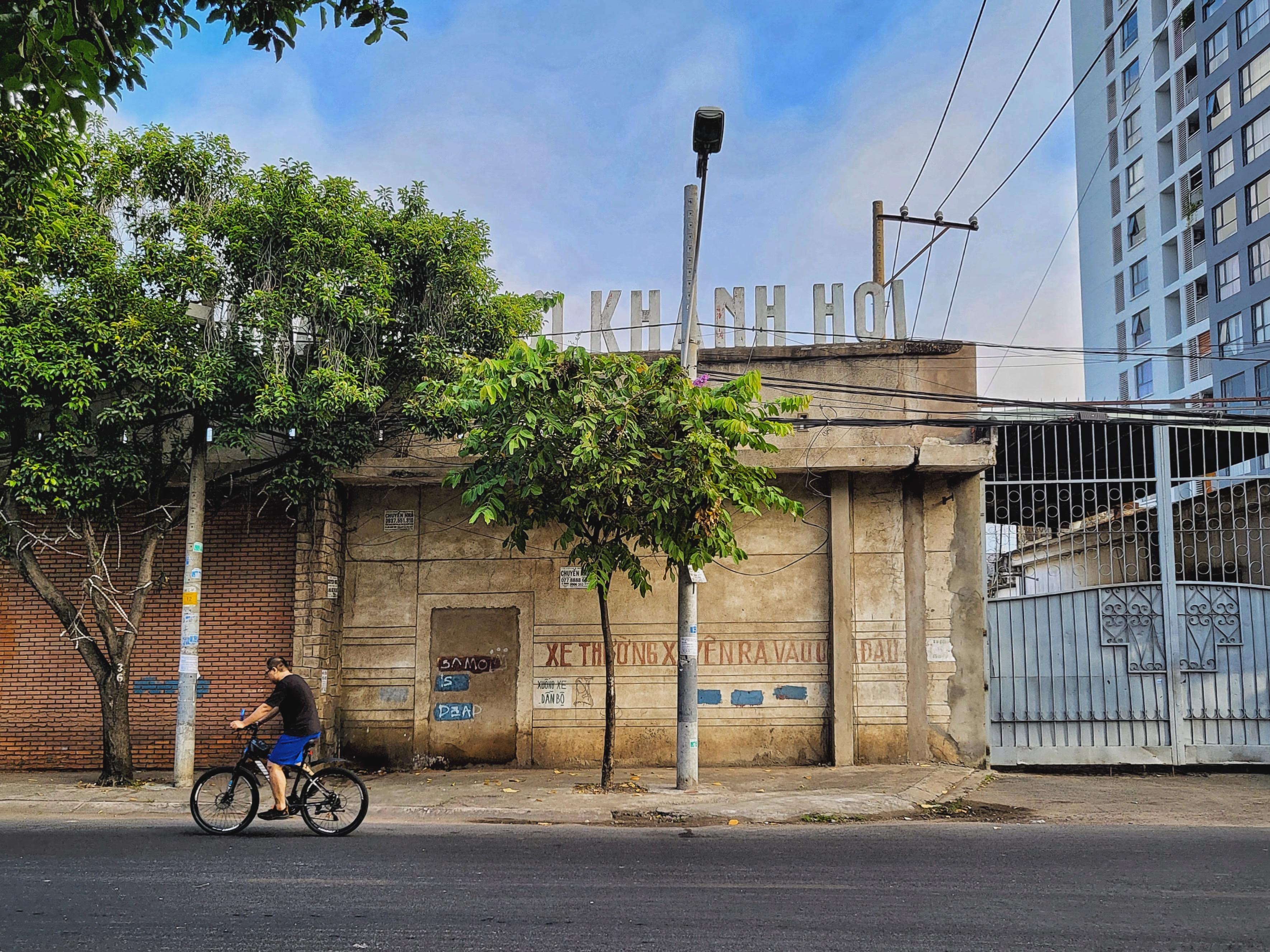
Một nhà máy cũ ở Phường 18, Quận 4.